# Rimini Calcio 1974-1975
Questa voce raccoglie le informazioni riguardanti il Rimini Calcio nelle competizioni ufficiali della stagione 1974-1975.

## Rosa
| N. |                   | Ruolo | Calciatore          |
| -- | ----------------- | ----- | ------------------- |
|    | Italia (bandiera) | D     | Alfiero Agostinelli |
|    | Italia (bandiera) | A     | Giovanni Asnicar    |
|    | Italia (bandiera) | C     | Roberto Bacchin     |
|    | Italia (bandiera) | P     | Giancarlo Bellucci  |
|    | Italia (bandiera) | C     | Walter Berlini      |
|    | Italia (bandiera) | C     | Giordano Cinquetti  |
|    | Italia (bandiera) | A     | Loris De Carolis    |
|    | Italia (bandiera) | C     | Domenico Di Maio    |
|    | Italia (bandiera) | A     | Sauro Frutti        |
|    | Italia (bandiera) | C     | Paolo Guerrini      |

| N. |                   | Ruolo | Calciatore         |
| -- | ----------------- | ----- | ------------------ |
|    | Italia (bandiera) | C     | Marcello Marchi    |
|    | Italia (bandiera) | D     | Gianni Marella     |
|    | Italia (bandiera) | D     | Giulio Natali      |
|    | Italia (bandiera) | A     | Mauro Pari         |
|    | Italia (bandiera) | D     | Oris Pazzagli      |
|    | Italia (bandiera) | C     | Gianfranco Romano  |
|    | Italia (bandiera) | D     | Gianfranco Sarti   |
|    | Italia (bandiera) | P     | Ernesto Sclocchini |
|    | Italia (bandiera) | D     | Renato Tugliach    |